# 亨斯利 (阿肯色州)
亨斯利（英語：Hensley）是位於美國阿肯色州普拉斯基縣的一個人口普查指定地區。

## 地理
亨斯利的座標為34°30′16″N 92°12′15″W / 34.50444°N 92.20417°W，而該地最高點為海拔高度79米（即259英尺）。

## 人口
根據2020年美國人口普查的數據，亨斯利的面積為2.65平方千米，皆為陸地。當地共有人口137人，而人口密度為每平方千米51人。